# Campeonato Africano de Futebol Sub-20 de 2019
O Campeonato Africano de Futebol Sub-20 de 2019 foi a 21ª edição da competição organizada pela Confederação Africana de Futebol (CAF) para jogadores com até 20 anos de idade. O evento foi realizado em Níger entre os dias 2 e 17 de fevereiro.

## Equipes participantes
- África do Sul
- Burquina Fasso
- Burundi
- Gana
- Mali
- Níger (país sede)
- Nigéria
- Senegal

## Sorteio
O sorteio da fase final do torneio foi realizado em 13 de dezembro de 2018, às 21:00 no horário local, no Centro Técnico de La Fenifoot, em Niamey.As oito equipes foram divididas em dois grupos de quatro equipes. Os anfitriões do Níger foram semeados no Grupo A e alocados para a posição A1, enquanto o Senegal vice-campeão de 2017 foi semeado no Grupo B e atribuído ao posto B1 (campeões em 2017 que a Zâmbia não qualificou). Os seis times restantes foram semeados com base em seus resultados na Copa das Nações Africanas Sub-20 de 2017 (torneio final e eliminatórias ), e atraídos para qualquer uma das três posições restantes em cada grupo.
| Seeds                                                                               | Pot 1                  | Pot 2                                       |
| ----------------------------------------------------------------------------------- | ---------------------- | ------------------------------------------- |
| - Níger (semeado no Grupo A por ser o anfitrião) - Senegal (semeado para o Grupo B) | - África do Sul - Mali | - Gana - Nigéria - Burquina Fasso - Burundi |

## Fase de grupos
|  | Equipes classificadas às semifinais e a Predefinição:Copa do mundo fifa sub 20 |
|  | Equipes eliminadas                                                             |

Todas as partidas seguem o fuso horário de Níger (UTC+1)

### Grupo A
| Pos. | Seleção       | P | J | V | E | D | GP | GC | SG |
| ---- | ------------- | - | - | - | - | - | -- | -- | -- |
| 1    | Nigéria       | 7 | 3 | 2 | 1 | 0 | 3  | 0  | 3  |
| 2    | África do Sul | 5 | 3 | 1 | 2 | 0 | 2  | 1  | 1  |
| 3    | Níger         | 2 | 3 | 0 | 2 | 1 | 4  | 5  | -1 |
| 4    | Burundi       | 1 | 3 | 0 | 1 | 2 | 3  | 6  | -3 |

| 2 de fevereiro | Níger      | 1–1 | África do Sul | Stade Général Seyni Kountché, Niamey |
| 16:30          | Goumey 62' |     | Mkhize 70'    |                                      |

| 2 de fevereiro | Nigéria                 | 2–0 | Burundi | Stade Général Seyni Kountché, Niamey |
| 19:30          | Yahaya 55' · Effiom 71' |     |         |                                      |

| 5 de fevereiro | África do Sul | 0 – 0 | Nigéria | Stade Général Seyni Kountché, Niamey |
| 16:30          |               |       |         |                                      |

| 5 de fevereiro | Burundi                                             | 3 – 3 | Níger                                        | Stade Général Seyni Kountché, Niamey |
| 19:30          | Irakoze 45' (pen.) · Ulimwengu 73' · Kanakimana 75' |       | Salou 18' (pen.) · Amoustapha 42' · Sabo 56' |                                      |

| 8 de fevereiro | África do Sul     | 1 – 0 | Burundi | Stade de Maradi, Maradi |
| 16:30          | Le Roux 8' (pen.) |       |         |                         |

| 8 de fevereiro | Nigéria | 0 – 1 | Níger        | Stade Général Seyni Kountché, Niamey |
| 16:30          |         |       | Alhassan 73' |                                      |

### Grupo B
| Pos. | Seleção        | P | J | V | E | D | GP | GC | SG |
| ---- | -------------- | - | - | - | - | - | -- | -- | -- |
| 1    | Senegal        | 9 | 3 | 3 | 0 | 0 | 9  | 1  | 8  |
| 2    | Mali           | 6 | 3 | 2 | 0 | 1 | 2  | 2  | 0  |
| 3    | Gana           | 3 | 3 | 1 | 0 | 2 | 2  | 3  | -1 |
| 4    | Burquina Fasso | 0 | 3 | 0 | 0 | 3 | 1  | 8  | -7 |

| 3 de fevereiro | Senegal             | 2 – 0 | Mali | Stade de Maradi, Maradi |
| 16:30          | Lopy 71' · Ndaw 90' |       |      |                         |

| 4 de fevereiro | Burquina Fasso | 0 – 2 | Gana             | Stade de Maradi, Maradi |
| 16:30          |                |       | Lomotey 41', 77' |                         |

| 6 de fevereiro | Burquina Fasso | 0 – 1 | Mali          | Stade de Maradi, Maradi |
| 13:30          |                |       | M. Traoré 52' |                         |

| 6 de fevereiro | Gana | 0 – 2 | Senegal         | Stade de Maradi, Maradi |
| 16:30          |      |       | Badji 11' , 45' |                         |

| 9 de fevereiro | Senegal                                              | 5 – 1 | Burquina Fasso | Stade de Maradi, Maradi |
| 16:30          | Ndiaye 8' 42' · Diallo 35' · Badji 50' · Niang 90+3' |       | Tapsoba 33'    |                         |

| 9 de fevereiro | Mali      | 1 – 0 | Gana | Stade Général Seyni Kountché, Niamey |
| 16:30          | Drame 53' |       |      |                                      |

## Fase final
|  | Semifinais    | Semifinais  |   |             | Final          | Final |  |
|  |               |             |   |             |                |       |  |
|  | fevereiro –   |             |   |             |                |       |  |
|  | Nigéria       | 1           |   |             |                |       |  |
|  | Mali          | 1           |   |             |                |       |  |
|  |               |             |   |             |                |       |  |
|  |               |             |   |             | fevereiro –    |       |  |
|  |               |             |   |             | Mali           | 1     |  |
|  |               | Senegal     | 1 |             |                |       |  |
|  |               |             |   |             |                |       |  |
|  |               |             |   |             |                |       |  |
|  |               |             |   |             | Terceiro lugar |       |  |
|  | fevereiro –   | fevereiro – |   | fevereiro – | fevereiro –    |       |  |
|  | Senegal       | 1           |   | Nigéria     | 1              |       |  |
|  | África do Sul | 0           |   |             | África do Sul  | 1     |  |

### Semifinais
|  | Nigéria | 1–1 | Mali |  |
|  |         |     |      |  |

|  | Senegal | 1 – 0 | África do Sul |  |
|  |         |       |               |  |

### Disputa pelo terceiro lugar
|  | Nigéria | 1–1 | África do Sul |  |
|  |         |     |               |  |

### Final
|  | Mali | 1–1 | Senegal |  |
|  |      |     |         |  |

## Premiação
| Campeonato Africano de Futebol Sub-20 de 2019 |
| Mali                                          |
| --------------------------------------------- |
| Mali Campeão (1º título)                      |